# 399 Persephone
399 Persephone eller 1895 BP är en asteroid i huvudbältet, som upptäcktes 23 februari 1895 av den tyske astronomen Max Wolf. Den har fått sitt namn efter gudinnan Persefone i den grekiska mytologin.
Asteroiden har en diameter på ungefär 39 kilometer.